# One Thing (Lola Young)
One Thing è un singolo della cantante britannica Lola Young, pubblicato il 16 maggio 2025 come primo estratto dal terzo album in studio I'm Only F**king Myself.

## Descrizione
Il brano, accompagnato da una produzione ispirata a quelle di genere boom bap, esplora il tema della sessualità e delle gerarchie di genere.

## Tracce
Testi e musiche di Lola Young, Conor Dickinson, Carter Lang, Jared Solomon e William Brown.
1. One Thing – 3:28

## Classifiche
| Classifica (2025) | Posizione massima |
| ----------------- | ----------------- |
| Canada            | 94                |
| Irlanda           | 29                |
| Regno Unito       | 22                |
| Stati Uniti       | 117               |